# Four des navettes
Le Le Four des Navettes en décembre 2015 est la plus ancienne boulangerie de Marseille, dans les Bouches-du-Rhône.

## Histoire du Four des Navettes
Située au 136, rue Sainte, dans le 7e arrondissement de Marseille, cette boulangerie est la plus ancienne de la ville,,.
Elle est ouverte le 24 novembre 1781 par le maître-boulanger Antoine Lauzière, qui pétrit trois mois plus tard les navettes à l'occasion de la Chandeleur, avant d'être cédée à David Aveyrous. L'emplacement du four serait dû à un puits réputé avoir une meilleure eau.
La tradition veut que chaque matin du 2 février, le curé de Saint-Victor ou l'Archevêque de Marseille bénisse le four lors d'une grande cérémonie,.